# Monona (Wisconsin)
Monona è una città degli Stati Uniti d'America, situata in Wisconsin, nella Contea di Dane. La città fa parte dell'area metropolitana di Madison.